# Nguyễn Ngọc Anh
Nguyễn Ngọc Anh là Giáo sư, Tiến sĩ, tướng lĩnh Công an nhân dân Việt Nam, cấp bậc Trung tướng. Ông hiện là Thành viên Ban Nghiên cứu chuyên đề giúp việc cho Bộ trưởng Bộ Công an. Ông là Ủy viên Đảng ủy Công an Trung ương, Cục trưởng Cục Pháp chế và cải cách hành chính, tư pháp, Bộ Công an.

## Tiểu sử
Tháng 6 năm 2007, Nguyễn Ngọc Anh là Đại tá Công an, Phó Vụ trưởng Vụ Pháp chế Bộ Công an.
Tháng 12 năm 2009, ông cùng với Thứ trưởng Bộ Công an Trần Đại Quang (sau này là Chủ tịch nước) được Hội đồng chức danh Giáo sư Nhà nước Việt Nam phong danh hiệu Giáo sư ngành Khoa học an ninh. Lúc này ông đang mang cấp bậc hàm Đại tá, giữ chức vụ Vụ trưởng Vụ Pháp chế, Bộ Công an.
Từ tháng 3 năm 2011 đến tháng 9 năm 2014, ông là Thiếu tướng Công an nhân dân Việt Nam, Vụ trưởng Vụ Pháp chế Bộ Công an.
Ngày 9 tháng 9 năm 2014, ông là Thiếu tướng Công an nhân dân Việt Nam, Cục trưởng Cục Pháp chế và Cải cách Hành chính, Tư pháp, Bộ Công an vừa mới được thành lập.
Từ tháng 8 năm 2016, ông là Trung tướng Công an nhân dân Việt Nam, Cục trưởng Cục Pháp chế và cải cách hành chính, tư pháp, Bộ Công an.

## Lịch sử phong/thăng cấp bậc hàm
- Thiếu tướng Công an nhân dân Việt Nam (2011)
- Trung tướng Công an nhân dân Việt Nam (2016)